# Chinelo Okparanta
Œuvres principales
Le bonheur, comme l'eau (2013) 
Sous les branches de l'udala (2016)
Chinelo Okparanta, née en 1981 à Port Harcourt, est une écrivaine américano-nigériane.

## Biographie
Originaire du Nigeria, Chinelo Okparanta émigre aux États-Unis avec sa famille à l'âge de 10 ans. Elle est élevée parmi les Témoins de Jéhovah avant de rompre avec le mouvement à sa majorité. Elle poursuit ses études à l'université d'État de Pennsylvanie, l'université Rutgers et à l'Iowa Writers' Workshop en tant que rédactrice invitée. 
Dès la fin de sa formation, elle obtient différentes bourses de création, ainsi que des postes de professeure invitée à l'université de l'Iowa, l'université Colgate, l'université Purdue, au City College de New York et à l'université Columbia. Elle enseigne l'anglais et la création littéraire en tant que professeure assistante à l'université Purdue puis à l'université Bucknell,. En 2015, Chinelo Okparanta devient membre de la faculté à l'université du sud du New Hampshire.

## Carrière littéraire
Chinelo Okparanta a publié ses nouvelles dans diverses revues, comme Granta, le New Yorker, Tin House ou The Kenyon Review,. En 2012, elle est nommée pour la United States Artists Fellowship en littérature. Les récits de l'auteure abordent des thèmes larges et complexes tels que la mondialisation, le colonialisme, le capitalisme, les violences domestiques, la sexualité, la famille, la psychologie, l'amour et la religion.
Sa nouvelle America est finaliste du Prix Caine en 2014.

### Le Bonheur, comme l'eau(2013)
Pour son premier recueil de nouvelles, l'auteure choisit de présenter le monde à travers les regards de fervents défenseurs des jeunes femmes opprimées et réduites au silence. C'est ainsi que des mères excessives et des maris égoïstes, des pères et des frères intrusifs et abusifs, dominent les femmes sensibles de Le Bonheur, comme l'eau (Happiness, Like Water), publié en 2013 chez Mariner Books. Les personnages de Chinelo Okparanta sont en constante lutte pour le contrôle de leur destin face aux situations oppressives,.
Le Bonheur, comme l'eau est nommé pour l'édition 2013 du Frank O'Connor International Short Story Award. Finaliste du New York Public Library Young Lions Fiction Award, l'ouvrage remporte le Prix littéraire Lambda dans la catégorie Fiction lesbienne en 2014. Le Bonheur, comme l'eau est désigné par The Guardian comme l'un des meilleurs ouvrages africains de fiction de l'année 2013.

### Sous les branches de l'udala(2016)
Publié en 2016, Sous les branches de l'udala (Under the Udala Trees) est le premier roman de Chinelo Okparanta. Née avant l'indépendance, Ijeoma a onze ans quand éclate la guerre civile dans la jeune république du Nigeria. Envoyée en lieu sûr, elle tombe amoureuse d'Amina, une autre enfant déplacée et issue d’une communauté ethnique différente,.
Inspirée par les contes populaires nigérians et l'histoire de son pays natal, l'auteure témoigne à travers la vie d'une femme de la manière dont les luttes et les divisions d'une nation sont inscrites dans l'âme de ses citoyens. Elle offre la perspective d'une histoire tournée vers le futur et qui laisse présager un avenir où une femme pourrait devenir pleinement elle-même, façonnant sa vie autour de la vérité et de l'amour. Elle est l'une des premières écrivaines à aborder l'homosexualité féminine dans la littérature nigériane, pays où cette orientation sexuelle est interdite.
Sous les branches de l'udala est lauréat de nombreuses récompenses dont le Prix inaugural Betty Berzon Emerging Writer organisé par The Publishing Triangle en 2016. En avril 2017, Chinelo Okparanta est sélectionnée par la revue littéraire britannique Granta dans la liste des Best of Young American Novelists de la décennie. Le roman est traduit en français en 2018.

## Œuvres

### Recueil de nouvelles
- Happiness, Like Water, Mariner Books, 2013  (ISBN 0544003454) Le bonheur, comme l'eau, traduit par Mathilde Fontanet, Genève, Éditions Zoé, coll. « Écrits d'ailleurs », 2015 (ISBN 2-88-182939-2)

### Roman
- Under the Udala Trees, Mariner Books, 2016  (ISBN 0544811798) Sous les branches de l'udala, traduit par Carine Chichereau, Paris, Éditions Belfond, 2018 (ISBN 978-2-7144-7595-4) ; réédition, Paris, 10/18, coll. « Littérature étrangère » no 5536, 2020  (ISBN 978-2-264-07542-0)

### Recueil collectif en français
- Snapshots : Nouvelles voix du Caine Prize, ouvrage collectif, traduit par Sika Fakambi, Paris, Éditions Zulma, coll. « Littérature », 2014  (ISBN 284304698X)

### Traduction allemande
- (de)Unter den Udala Bäumen., trad. Sonja Finck, Maria Hummitzsch: Roman. Wunderhorn, Heidelberg, 2018  (ISBN 9783884235911)

## Distinctions
- 2014 : "Fairness", de Happiness, Like Water, a été incluse dans The O. Henry Prize Stories, 20 nouvelles de l'année[18]
- 2014 : Lauréat du prix Lambda Literary pour Happiness, Like Water
- 2016 : Prix inaugural Betty Berzon Emerging Writer pour Under the Udala Trees, The Publishing Triangle
- 2016 : Lauréat du prix Lambda Literary, catégorie fiction lesbienne pour Under the Udala Trees
- 2016 : Prix du livre Jessie Redmon Fauset, catégorie fiction pour Under the Udala Trees